# 국토안전관리원
국토안전관리원(國土安全管理院Authority of Land & Infrastructure Safety)은 "국토안전관리원법"에 의하여 1995년 설립되어 시설물의 안전 확보를 통하여 국민의 생명과 재산을 보호하고 국가 경제의 지속적인 발전에 기여하기 위하여 설립된 국토교통부 산하 위탁집행형 준정부기관이다. 주소는 경상남도 진주시 에나로128번길 24 (충무공동, 윤현빌딩)에 위치하고 있으며,  2020년 6월 9국토안전관리원법」이 제정되었다. 

## 설립 근거
- 「국토안전관리원법」 (법률 제17447호)

## 주요 기능 및 역할
- 국가주요시설물 안전확보
- 시설안전 선진 기술개발 및 보급
- 시설물 안전 및 유지관리 정보체계 구축·운영
- 시설안전 및 전문기술인력 양성
- 정밀점검 및 정밀안전진단 실시결과 평가
- 소규모 취약시설 안전점검
- 시설성능사업 수행
- 특수교 통합유지관리
- 하자심사·분쟁조정위원회 사무국 운영
- 건설사고조사위원회 사무국 운영
- 건축분쟁전문위원회 사무국 운영
- 건설공사 안전관리
- 지하 안전관리
- 안전분야 공적서비스 및 사회공헌활동

## 연혁
- 1995년 1월 5일: '시설물의 안전 관리에 관한 특별법' 공포(법률 제4922호)
- 1995년 4월 19일: 시설안전기술공단 설립
- 1996년 3월 15일: 건설 안전 분야 건설 기술자 교육 기관 지정(건설 기술 관리법 시행령 제8조)
- 1997년 1월 8일: 안전 관리 유공 국무총리 표창 수상
- 2000년 6월 28일: 『제2회 공공부문 혁신대회』 기획재정부장관상 수상
- 2002년 5월 20일: ISO 9001:2001 품질 경영 시스템 인증 취득
- 2002년 7월 15일: [한국시설안전기술공단]으로 명칭 변경 (시특법 개정)
- 2003년 12월 19일: 지방 공무원 선택전문교육훈련과정 교육기관 지정(행정자치부)
- 2004년 2월 27일: 지방 공무원 선택전문교육훈련과정 교육기관 지정(교육인적자원부)
- 2005년 1월 10일: 국가 공무원 평정대상 전문교육과정 교육기관 지정(교육인적자원부)
- 2006년 3월 17일: 2006 산업안전경영대상-공공행정 부문 시설안전관리대상 수상
- 2006년 10월 31일: 2005 재난 안전관리 우수기관 대통령 표창 수상
- 2007년 12월 11일: 제8회 공공 혁신 전국 대회 업무 성과 부문 대상
- 2007년 12월 27일: 제2회 한국재난안전네트워크 전국대회 안전문화 봉사상 수상
- 2008년 3월 21일: [한국시설안전공단]으로 명칭 변경 (시특법 개정)
- 2008년 3월 27일: 2008 산업 안전 경영 대상-시설안전관리 대상수상
- 2009년 12월 15일: 공공기관 재난관리 평가 우수기관 행정안전부 장관 표창
- 2010년 10월 6일: 하자심사·분쟁조정위원회 사무국 설치
- 2011년 2월 15일: 시설안전연구소(現 시설연구원) 설립
- 2011년 8월 18일: 녹색건축사업센터 설립
- 2012년 1월 1일: 특수교 유지관리센터 설립
- 2012년 6월 25일: 국가녹색건축사업센터 지정
- 2013년 12월 13일: 그린리모델링 창조센터 지정
- 2014년 7월 16일: 건설안전본부 신설
- 2016년 3월 1일: 스마트시설관리본부(現 국가시설관리본부) 신설
- 2017년 1월 25일: 국가내진센터 설립 추진단 신설
- 2017년 6월 30일: 진주혁신도시 지방이전 완료
- 2017년 9월 29일: KISTEC 좋은일자리 위원회(現 사회적가치경영팀), 시설물의 안전 및 유지관리 지원센터 신설
- 2018년 4월 27일: 사회적가치경영팀, 국가내진센터 신설
- 2018년 5월 28일: 국가시설종합상황실 신실
- 2019년 3월 6일:  지진안전 시설물 인증기관 지정(지진ㆍ화산재해대책법 (제  16조의4)
- 2020년 2월 24일 : 건축물관리법시행에 따른 건축물관리지원센터에 지정
- 2020년 2월 27일: 건축물관리지원센터 신설
- 2020년 4월 19일: 한국시설안전공단 창립 25주년
- 2020년 6월 9일: 「국토안전관리원법」 공포(법률 제17447호)
- 2020년 10월  27일 : 기업성장응답센터 신설
- 2020년 11월 12일: 재난안전종합상황실 신설
- 2020년 12월 10일: 한국시설안전공단에서 [국토안전관리원]으로  명칭 변경 및 지사 신설(법률 개정)

## 조직
- 감사 (비상임)
  - 감사실

### 이사장
- 이사회
- 사회적가치경영팀
- 대외협력팀

### 원장실
- 비서실
- 홍보실
- 미래혁신실

### 부원장실
- 기업성장응답센터
  - 재난안전기획단 
    - 재난상황실(산하 기관)
    - 안전기획실
    - 재난안전실
    - 사고조사위원회사무국(산하 기관)
    - 공공기관안전평가실

##### 경영 본부
- 경영관리실
- 인재노무실
- 운영지원실
- 정보화통계실

##### 기반시설본부
- 특수시설관리단(산하 기관)
- 기반시설관리실
- 시설안전평가실
- 국가내진센터
- 시설안전관리실

##### 건설안전본부
- 건설안전관리실
- 지반안전실
- 건설안전평가실
- 건축분쟁전문위원회사무국

#### 생활시설본부
- 생활안전관리실
- 건축성능관리실
- 건축물관리지원센터
- 하자심사·분쟁조정위원회사무국(산하 기관)

##### 안전 진단 본부
- 교량실
- 터널실
- 댐항만실
- 상하수도실
- 기술지원팀

#### 안전성능연구소
- 정책 연구실
- 기술 개발실

### 인재교육센터
- 학사관리실

### 산하 기관
- 하자심사분쟁조정위원회 사무국
- 건축분쟁전문위원회 사무국
- 사고조사위원회 사무국
- 중앙지하사고조사위원회 사무국

### 지역 지사
- 수도권 지사
- 중부 지사
- 강원 지사
- 영남 지사
- 호남 지사

(단 지하안전실은 수도권 지사와 영남 지사에만 있음)